# 南緯2度線
南緯2度線（なんい2どせん）は、地球の赤道面より南に地理緯度にして2度の角度を成す緯線。大西洋、アフリカ、インド洋、東南アジア、オーストララシア、太平洋、南アメリカを通過する。
この緯度の下では、夏至点時の可照時間は12時間14分であり、冬至点時の可照時間は12時間0分である。

## 通過する地域一覧
南緯2度線は、本初子午線から東に向かって以下の場所を通っている。
| 地理座標                                             | 国土・領土・領海   | 備考                                                                                                 |
| ---------------------------------------------------- | ------------------ | --- |
| 南緯2度0分 東経0度0分 / 南緯2.000度 東経0.000度      | 大西洋             | |
| 南緯2度0分 東経9度21分 / 南緯2.000度 東経9.350度     | ガボン             | |
| 南緯2度0分 東経12度28分 / 南緯2.000度 東経12.467度   | コンゴ共和国       | |
| 南緯2度0分 東経12度52分 / 南緯2.000度 東経12.867度   | ガボン             | |
| 南緯2度0分 東経14度15分 / 南緯2.000度 東経14.250度   | コンゴ共和国       | |
| 南緯2度0分 東経16度24分 / 南緯2.000度 東経16.400度   | コンゴ民主共和国   | キブ湖内で、ルワンダとの国境線を形成している。                                                       |
| 南緯2度0分 東経29度9分 / 南緯2.000度 東経29.150度    | ルワンダ           | キガリのちょうど南を通過。                                                                           |
| 南緯2度0分 東経30度51分 / 南緯2.000度 東経30.850度   | タンザニア         | ヴィクトリア湖（ウケレウェ島を含む）を通過。                                                         |
| 南緯2度0分 東経35度50分 / 南緯2.000度 東経35.833度   | ケニア             | |
| 南緯2度0分 東経41度17分 / 南緯2.000度 東経41.283度   | インド洋           | |
| 南緯2度0分 東経99度33分 / 南緯2.000度 東経99.550度   | インドネシア       | シプラ島のちょうど北の小島                                                                           |
| 南緯2度0分 東経99度34分 / 南緯2.000度 東経99.567度   | ムンタワイ海峡     | |
| 南緯2度0分 東経100度52分 / 南緯2.000度 東経100.867度 | インドネシア       | スマトラ島                                                                                           |
| 南緯2度0分 東経104度47分 / 南緯2.000度 東経104.783度 | バンカ海峡         | |
| 南緯2度0分 東経105度7分 / 南緯2.000度 東経105.117度  | インドネシア       | バンカ島                                                                                             |
| 南緯2度0分 東経106度8分 / 南緯2.000度 東経106.133度  | カリマタ海峡       | |
| 南緯2度0分 東経110度6分 / 南緯2.000度 東経110.100度  | インドネシア       | ボルネオ島                                                                                           |
| 南緯2度0分 東経116度27分 / 南緯2.000度 東経116.450度 | マカッサル海峡     | |
| 南緯2度0分 東経119度13分 / 南緯2.000度 東経119.217度 | インドネシア       | スラウェシ島                                                                                         |
| 南緯2度0分 東経121度27分 / 南緯2.000度 東経121.450度 | バンダ海           | |
| 南緯2度0分 東経123度48分 / 南緯2.000度 東経123.800度 | インドネシア       | バンガイ列島 - サルベサル島                                                                          |
| 南緯2度0分 東経123度51分 / 南緯2.000度 東経123.850度 | バンダ海           | |
| 南緯2度0分 東経124度18分 / 南緯2.000度 東経124.300度 | インドネシア       | セホ島（スーラ諸島）及びタリアブ島                                                                   |
| 南緯2度0分 東経124度33分 / 南緯2.000度 東経124.550度 | バンダ海           | マンゴレ島（ インドネシア）のちょうど南を通過。                                                      |
| 南緯2度0分 東経125度53分 / 南緯2.000度 東経125.883度 | インドネシア       | サナナ島                                                                                             |
| 南緯2度0分 東経125度58分 / 南緯2.000度 東経125.967度 | セラム海           | ゴムム（ インドネシア）のちょうど南を通過。                                                          |
| 南緯2度0分 東経129度54分 / 南緯2.000度 東経129.900度 | インドネシア       | ミソル島                                                                                             |
| 南緯2度0分 東経130度23分 / 南緯2.000度 東経130.383度 | セラム海           | |
| 南緯2度0分 東経132度0分 / 南緯2.000度 東経132.000度  | インドネシア       | ニューギニア島及びメオス・ワール島                                                                   |
| 南緯2度0分 東経134度25分 / 南緯2.000度 東経134.417度 | チェンデラワシ湾   | ヤーペン島（ インドネシア）のちょうど南を通過。                                                      |
| 南緯2度0分 東経137度12分 / 南緯2.000度 東経137.200度 | インドネシア       | ニューギニア島                                                                                       |
| 南緯2度0分 東経139度3分 / 南緯2.000度 東経139.050度  | 太平洋             | ニニゴ諸島（ パプアニューギニア）のちょうど南を通過。                                                |
| 南緯2度0分 東経146度34分 / 南緯2.000度 東経146.567度 | パプアニューギニア | マヌス島                                                                                             |
| 南緯2度0分 東経147度11分 / 南緯2.000度 東経147.183度 | ゼーアドラー湾     | |
| 南緯2度0分 東経147度23分 / 南緯2.000度 東経147.383度 | パプアニューギニア | ロスネグロス島                                                                                       |
| 南緯2度0分 東経147度24分 / 南緯2.000度 東経147.400度 | 太平洋             | Tong Island（ パプアニューギニア）のちょうど北を通過。 オノトア環礁（ キリバス）のちょうど南を通過。 |
| 南緯2度0分 西経80度45分 / 南緯2.000度 西経80.750度   | エクアドル         | |
| 南緯2度0分 西経75度57分 / 南緯2.000度 西経75.950度   | ペルー             | |
| 南緯2度0分 西経73度6分 / 南緯2.000度 西経73.100度    | コロンビア         | |
| 南緯2度0分 西経69度32分 / 南緯2.000度 西経69.533度   | ブラジル           | アマゾナス州 パラー州 マラニョン州                                                                   |
| 南緯2度0分 西経44度29分 / 南緯2.000度 西経44.483度   | 大西洋             | |